# Ganj Dareh
Ganj Dareh (persa: تپه گنج دره;, vall del tresor) és un jaciment arqueològic d'època neolítica situat a l'oest de l'Iran, a les muntanyes centrals del Zagros.

## Història de la recerca

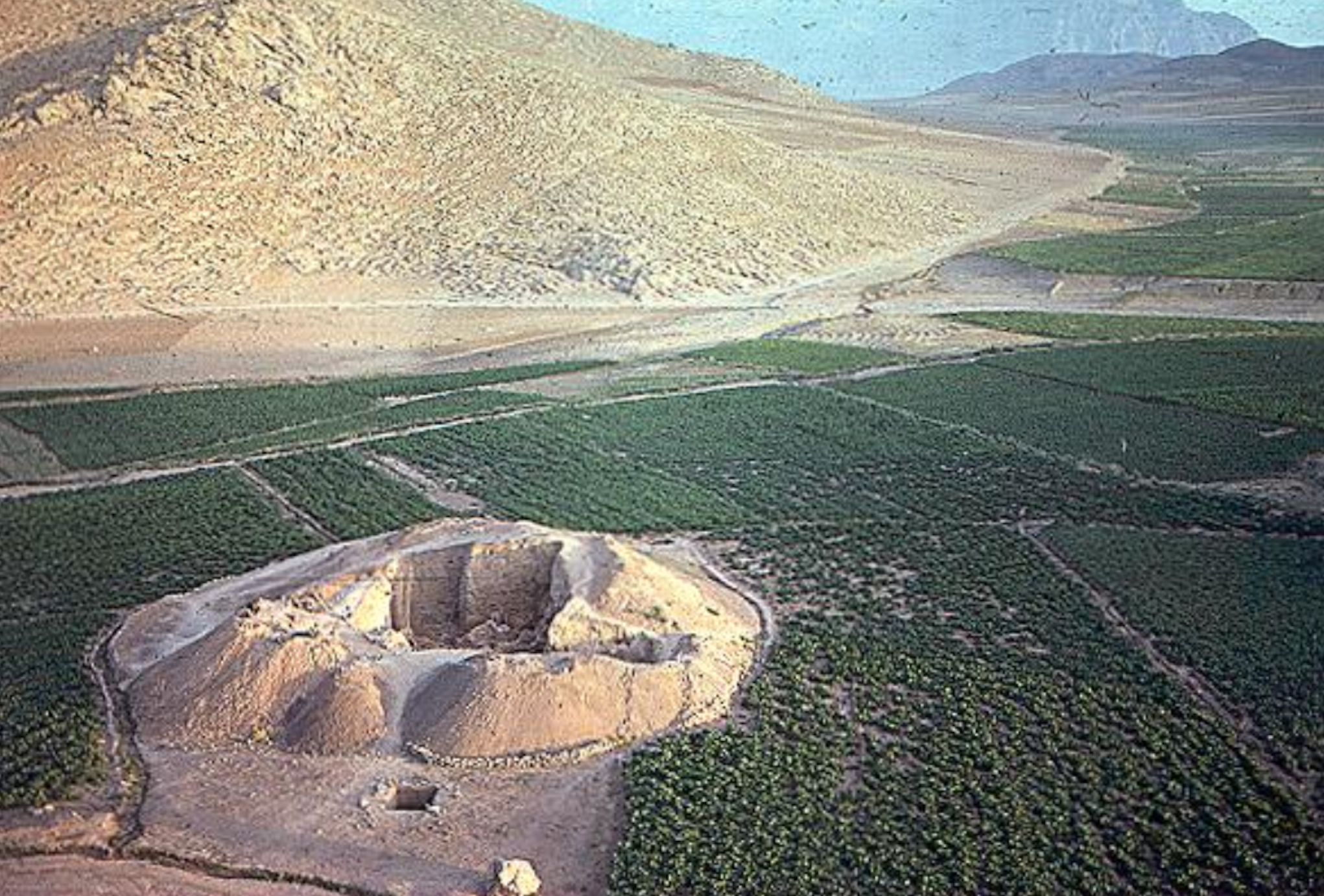
Jaciment de Ganj Dareh.

Va ser descobert el 1965, i va ser excavat per l'arqueòleg canadenc Philip Smith en quatre campanyes durant les dècades de 1960 i 1970.
Les restes més antigues del jaciment es remunten a fa ca. 10.000 anys, i han donat les primeres proves de domesticació de cabres al món. L'única evidència de cultius domesticats trobats al lloc fins ara és la presència d'ordi de dues fileres.
Les restes es van classificar en cinc nivells d'ocupació, des de l'A, a la part superior, fins a l'E.

## Ceràmica
Ganj Dareh és important per a l'estudi de la ceràmica neolítica del Loristan i Kurdistan. El període ceràmic inicial comença cap a finals del VIII mil·lenni aC i s'allarga fins a mitjan VI mil·lenni aC. També és important l'evidència d'altres dos jaciments propers excavats, el de Tepe Guran i el de Tepe Sarab (vegeu mapa en aquest article). Tots dos estan situats al sud-oest de Harsin, a la plana de Mahidasht i a la vall de Hulailan.

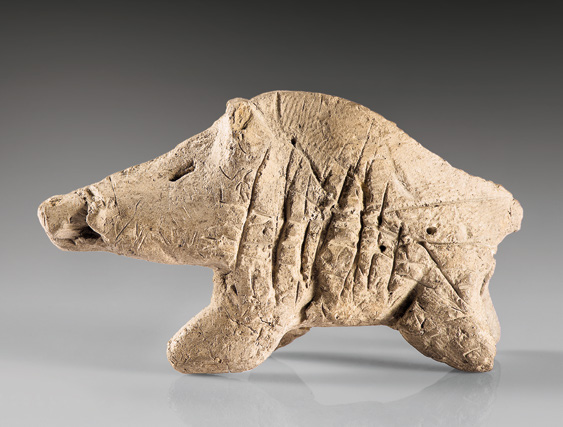
Figureta d'argila d'un senglar, trobada a Tepe Sarab i conservada al Museu de l'Antic Iran.

A Ganj Dareh, hi són evidents dues tradicions ceràmiques primerenques. Un es basa en l'ús de l'argila per a la modelació de figuretes i petites peces geomètriques com ara cons i discos. Aquests elements estan datats ca. 7300-6900 aC.

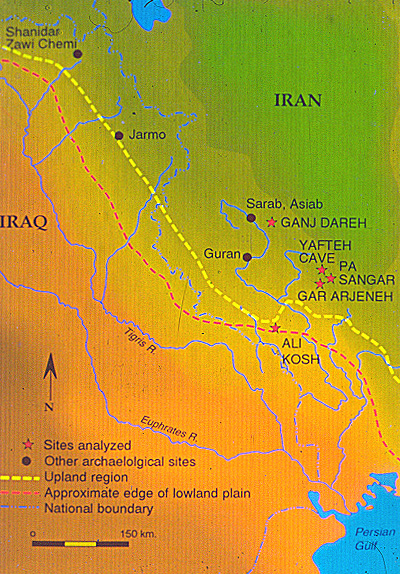
Mapa que mostra la ubicació de Ganj Dareh, Tepe Guran, Tepe Sarab, Ali Kosh i Tepe Asiab, així com alguns altres llocs d'activitat partoral primerenca.

L'altra tradició ceràmica es va originar en l'ús de l'argila per als edificis amb parets de fang (ca. 7300 aC). Aquestes tradicions també s'observen a Tepe Guran i Tepe Sarab. Tepe Asiab, un jaciment proper de Tepe Sarab, podria haver estat el primer assentament de tot aquests grup. Un altre jaciment de la mateixa època és Chia Jani, que es troba a uns 60 km al sud-oest de Ganj Dareh.
Ali Kosh també és un jaciment relacionat.

## Genètica
Els investigadors van seqüenciar el genoma a partir de l'os petrós d'una dona de 30 a 50 anys de Ganj Dareh, GD13a. L'anàlisi de l'ADNmt mostra que pertanyia a l'haplogrup X. És fenotípicament similar als primers grangers d'Anatòlia i als caçadors-recol·lectors del Caucas. El seu ADN va revelar que tenia els cabells negres, els ulls marrons i era intolerant a la lactosa. La variant derivada SLC45A2 associada a la pell clara no es va observar a GD13a, però es va observar la variant derivada SLC24A5 que també s'associa amb el mateix tret.
GD13a és genèticament més propera als antics Caçadors-Recolectors del Caucas, identificats a partir de restes humanes de Geòrgia (coves de Satsurblia i Kotias Klde), alhora que comparteix afinitats genètiques amb la gent de la cultura iamna i la cultura d'afanasevo. Pertanyia a una població genèticament diferent dels agricultors neolítics d'Anatòlia. Pel que fa a les poblacions modernes, mostra una certa afinitat genètica amb els balutxis, brahuis i la casta Makrani, els més propers als zoroastrians moderns de l'Iran. La seva població no va contribuir gaire genèticamentals europeus moderns.
La mostra més antiga de l'haplogrup R2a es va observar en unes restes humanes trobades a Ganj Dareh.